# 1942年の大洋軍
1942年の大洋軍（1942ねんのたいようぐん）では、1942年シーズンの大洋軍の動向をまとめる。
この年の大洋軍は、石本秀一が合併前の名古屋金鯱軍の監督を務めて以来2度目の監督に就任したシーズンである。

## チーム成績

### レギュラーシーズン
| 順位 | 球団       | 勝利 | 敗戦 | 引分 | 勝率 | ゲーム差 |
| ---- | ---------- | ---- | ---- | ---- | ---- | -------- |
| 優勝 | 東京巨人軍 | 73   | 27   | 5    | .730 | -        |
| 2位  | 大洋軍     | 60   | 39   | 6    | .606 | 12.5     |
| 3位  | 阪神軍     | 52   | 48   | 5    | .520 | 21.0     |
| 4位  | 阪急軍     | 49   | 50   | 6    | .495 | 23.5     |
| 4位  | 朝日軍     | 49   | 50   | 6    | .495 | 23.5     |
| 6位  | 南海軍     | 49   | 56   | 0    | .467 | 26.5     |
| 7位  | 名古屋軍   | 39   | 60   | 6    | .394 | 33.5     |
| 8位  | 大和軍     | 27   | 68   | 10   | .284 | 43.5     |

## できごと
チームは史上最高の２位に入った。
５月には名古屋軍との延長28回の史上最長試合も行った。
野口二郎は40勝を挙げ最多勝。また、シーズン完封の日本記録である19完封をマークした。
1936年のセネタース結成以来、一貫してチームを支えた苅田久徳が、シーズン途中で大和軍に移籍した。